# Gustav von Rosthorn

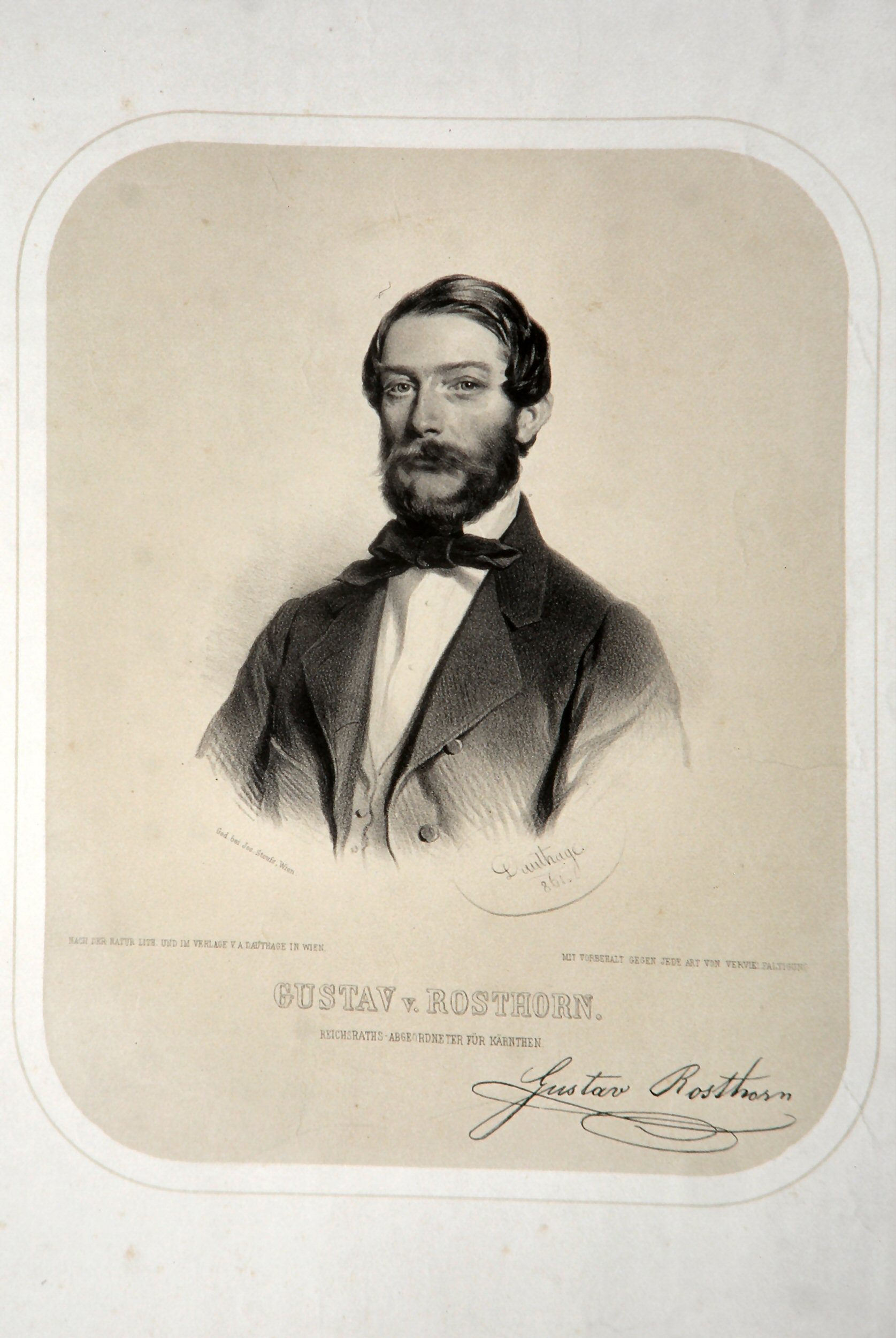
Gustav von Rosthorn, Lithographie von Adolf Dauthage, 1861

Gustav von Rosthorn, auch Gustav Edler von Rosthorn (* 30. April 1815 in Wien; † 2. April 1896 ebenda) war Techniker, Kaufmann und Abgeordneter zum Österreichischen Abgeordnetenhaus.

## Leben
Gustav von Rosthorn war ein Enkel des aus England eingewanderten Mätthaus von Rosthorn (Rowsthorne), Sohn des Metallwarenfabrikanten Daniel von Rosthorn († 1851). Nach dem Besuch eines Polytechnikums in Wien machte er in den Jahren 1836 bis 1837 eine Studienreise zu Eisenwerken in England und Deutschland. Danach war er in der Metallwarenfabrik Gebrüder Rosthorn in Oed, Gemeinde Wopfing (heute Gemeinde Waldegg) im Bezirk Wiener Neustadt-Land beschäftigt. Ab 1840 arbeitete er in den Familienbetrieben in den Berg- und Hüttenwerken in Prevalje (damals Bezirk Völkermarkt, heute in Slowenien), die seit 1843 Rosthorn & Dickmann heißen. Ab 1845 war er Bergverwalter und ab 1850 Oberingenieur bei der Kaiser Ferdinands-Nordbahn. Ab 1851 übernahm er die Leitung der seiner Familie gehörigen Betriebe in Kärnten und Niederösterreich, allerdings verlor er nach der Abwicklung eines Ausgleichs im Jahr 1866 die Firmenanteile. Er leitete auch die Metallwarenfabrik in Oed, wo er seit der Umwandlung im Jahr 1871 in die AG der Metallwarenfabrik in Oed (vormals Gebrüder Rosthorn) Präsident war. Beim Gegenseitigen Versicherungsvereins für Montanwerke, Maschinen- und Metallfabriken in Wien war er seit der Gründung im Jahr 1866 Vizepräsident und von 1871 bis 1896 Präsident.
Er war im Jahr 1875 auch Gründungsmitglied und bis 1896 Vizepräsident des Industriellenklubs in Wien, einem Vorläufer der heutigen Industriellenvereinigung.
Gustav von Rosthorn war von 1861 bis 1867 im Kärntner Landtag (1. und 2. Wahlperiode), Regionen Klagenfurt, Feldkirchen, Ferlach.
Er war römisch-katholisch und seit 1846 verheiratet mit Josephine Friesnigg († 1885), mit der er eine Tochter (Josephine) und einen Sohn (Richard) hatte.

## Politische Funktionen
Gustav von Rosthorn war vom 29. April 1861 bis zum 16. November 1864 Abgeordneter des Abgeordnetenhauses im Reichsrat (I. Legislaturperiode), Kronland Kärnten, Kurie Städte und Handels- und Gewerbekammer Klagenfurt. Er verlor sein Mandat wegen der Einleitung eines Ausgleichsverfahrens. Kurz darauf kam die Mitteilung seines Rücktritts als Landtags- und Reichsratsabgeordneter.

## Klubmitgliedschaften
Gustav von Rosthorn gehörte ab 1861 der Großösterreichischen Partei an. Ab Juli 1863 war er beim Klub der Linken.